# 타티야나 알리
타티아나 알리(Tatyana Ali, 1979년 1월 24일 ~ )는 미국의 배우 및 가수이다.

## 출연 작품
- 도 (2018, Doe)
- 노벰버 룰 (2015)
- 잇 스노우 올 더 타임 (2015)
- 디어 시크릿 산타 (2013)
- 더 라스트 레터 (2013)
- 홈 어게인 (2012)
- 디스펑크셔널 프렌즈 (2012)
- 마더 앤 차일드 (2009)
- 호텔 칼리포니아 (2008)
- 글로리 로드 (2006)
- 도미노 원 (2005)
- 백 인 더 데이 (2005)
- 못말리는 섹스 아카데미 (2003)
- 브라더스 (2001)
- 브라더 (2000)
- 조브레이커 (1999)
- 미드나잇 클라운 (1998)
- 파킨 다 펑크 (1997)
- 크로커다일 던디 2 (1988)

### 텔레비전
- 더 프레시 프린스 오브 벨 에어 (1990-96)
- 더 영 앤 더 레스트리스 (2007-13)